# راي أوبراين
راي أوبراين (بالإنجليزية: Ray O'Brien)‏ هو لاعب كرة قاعدة أمريكي، ولد في 31 أكتوبر 1894 في سانت لويس في الولايات المتحدة، وتوفي في 31 مارس 1942 في ريتشموند هايهتس في الولايات المتحدة.

## وصلات خارجية
- راي أوبراين على موقعبيزبول رفرنس.كوم (الدوري الرئيسي) (الإنجليزية)
- راي أوبراين على موقعبيزبول رفرنس.كوم (الدوري الثانوي) (الإنجليزية)